# Pomnik kupca Daniela Mietela w Kluczborku
Pomnik kupca Daniela Mietela w Kluczborku – najstarszy pomnik w Kluczborku, poświęcony pamięci kupca Daniela Mietela.
Jest to piaskowcowy, wczesnoklasycystyczny pomnik w formie słupa zwieńczonego gzymsem, na którym znajduje się ozdobiona kirem kamienna urna.

## Historia
Pomnik kupca Daniela Mietela to najstarszy zachowany pomnik w Kluczborku. Datowany jest na XVIII wiek. Znajduje przy placu Gdacjusza, tuż obok kościoła Chrystusa Zbawiciela. Pomnik poświęcony pamięci Daniela Mietela, który był wielkomieszczaninem i kupcem. Urodził się w Kluczborku 15 listopada 1756 roku, przez 13 lat był mężem Evy Rosiny Koschin. Zmarł 20 lipca 1797 roku, w wieku nieco ponad 40 lat. Pomnik wystawił mu przyjaciel o nazwisku Fleicher, którego podpis jest wykuty na pomniku.
W 2022 roku opiekujące się pomnikiem Stowarzyszenie Klucz do Rozwoju otrzymało 20 tys. zł na jego konserwację.